# Barnheem
Barnheem, vroeger ook Bargheem of Bargentheem genoemd, is een wierde of huiswierde in de gemeente Eemsdelta in de Nederlandse provincie Groningen. De wierde ligt ten zuiden van Stedum, vlak bij Lutjewijtwerd aan de weg van Stedum naar Lellens. Rond de wierde ligt de Barnheemsterpolder. Vroeger liep de Drieborgenlaan langs de wierde.
De nederzetting komt aan het eind van de tiende en in de elfde eeuw voor in de goederenregisters van de Abdij van Werden als Berghem en Birghem. De naam betekent -hem ('woonplaats') met de stam berga ('berg').
Op deze plek heeft vroeger mogelijk een steenhuis of stinswier gestaan, waarover verder niets bekend is. De schoolmeester van Stedum schrijft in 1828:
Onder Stedum is eene Laan de drie Borger Laan genaamd, loopende van den Delleweg naar het Stedumer maar. [...] Kort ten noorden deze Laan, ligt eene hoogte Bargenheem genaamd, is sedert vele jaren wel 2½ ned: el verlengt en thans nog 1½ el boven het maaiveld, hierop heeft een groot slot gestaan, hebben in de lengte plm. 12 en in de breedte 14 oude roeden gehad, de fundamenten zyn nog aanwezig. Verscheiden wagenvrachten oude steenen, zyn voor eenige jaren hiervan vervoerd, waaronder veel dufsteen en oude pannen met nokken van wel drie oude duimen lengte, zoo als op sommige oude kerken (bv. te Uitwierda zyn). Ook is er gevonden in een vergane kist een groot geraamte, waarby een lange puntige degen gelegen was, wel 5 voet lang, voorts een dikke kanonkogel wel 14 libra (pond) zwaar, verscheiden looden ronde snaphaan en kruiskogels, vierkantige stukken yzer van wel 3 duim. In de omloopende oude gracht, zyn ook vele hoofden en menschen beenderen gevonden; zynde deze hoogte groot 1 Bunder en rondom van lage landen omgeven. [...] Op deze laan zegt men, dat een glenne wagen rydt en twee juffers in ’t witte gekleed wandelen en somtyds dansen.
Recent veldonderzoek heeft geen nadere bijzonderheden opgeleverd. Gezien de skeletvondsten zou het om een kerk zou kunnen gaan, mogelijk een voorloper van het veenontginningsdorp Steerwolde, dat in het verlengde van de opstrekkende verkaveling ligt. De wierde is al eeuwen onbebouwd en is in de 20e eeuw aangewezen als rijksmonument.